# مجمع الأعمال

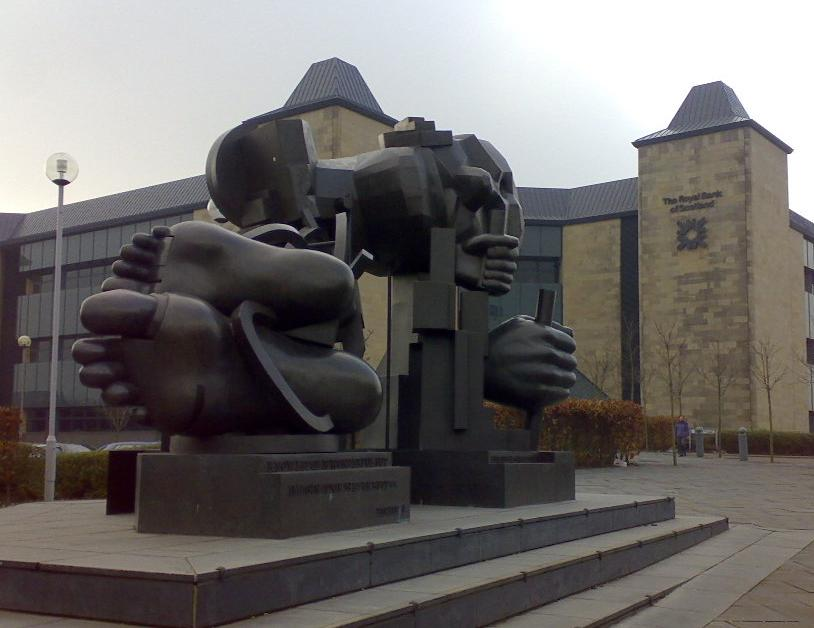
مجمع الاعمال

مجمع الأعمال (بالإنجليزية: Business park)‏ عبارة عن مساحة من الأرض يتم فيها تجميع العديد من مباني المكاتب معًا. تم افتتاح أول حديقة للأعمال في ماونتن بروك، ألاباما، في أوائل الخمسينيات من القرن الماضي لتجنب التوتر العنصري في مراكز المدن.
غالبًا ما يتم تطوير مجمعات الأعمال في مواقع الضواحي حيث تكون تكاليف الأرض والمباني أرخص. تميل أيضًا إلى أن تكون موجودة بالقرب من الطرق السريعة أو الطرق الرئيسية لسهولة الوصول إليها.

## أنظر أيضاً
- منطقة صناعية
- مكتب